# Никишин, Сергей Сергеевич
Сергей Сергеевич Никишин — советский хозяйственный, государственный и политический деятель, участник Великой Отечественной войны. Герой Социалистического Труда.

## Биография
Родился 15 апреля 1923 года в деревне Петровка ныне Мценском районе Орловской области России.
Закончив семилетнюю школу, работал секретарём сельсовета.
Сразу после начала Великой Отечественной войны, как комсомолец, пошёл в военкомат. С 1941 года — в Красной Армии. Участник Великой Отечественной войны. Был дважды тяжело ранен и контужен. После длительного лечения комиссован и в 1943 году демобилизован.
В 1944 году, закончив годичные юридические курсы в Ленинграде (ныне — Санкт-Петербург), направлен в Дросковский район Орловской области — на должность районного судьи, где за сравнительно короткое время сумел завоевать авторитет у местных жителей и у руководителей учреждений и организаций. В 1948 году на всю Орловскую область стал известен трагический случай, когда прокурор Дросковского района Батоговский, лично выехавший на задержание дезертиров, был застрелен одним из них. С. С. Никишин был назначен на место погибшего прокурора и проработал в этой должности несколько лет. В 1954 году, когда началось объединение колхозов, решением Дросковского райкома КПСС направлен на должность председателя в укрупнённый колхоз.
С 1954 по 1969 год — председатель колхоза имени Жданова в селе Топки Дросковского (с 1965 года — Покровского) района Орловской области. В марте 1955 года в состав колхоза вошли ещё два соседних хозяйства — сельхозартели имени Фрунзе и «Красное Знамя», и колхоз имени Жданова стал самым большим в Дросковском районе и одним из самых крупных в Орловской области. Управлять им было нелегко, но новый председатель, наладив дисциплину, сумел за короткое время превратить руководимое им сельхозпредприятие в рентабельное.
Колхоз имени Жданова был многоотраслевым хозяйством, одинаково прибыльными являлись в нём как животноводство, так и растениеводство. К 1968 году 1000 хлеборобов хозяйства с помощью 54 тракторов и 51 комбайна обрабатывали 14 тысяч гектаров пашни. На молочно-товарных фермах хозяйства содержалось около 6000 голов крупного рогатого скота. Из них — 1800 коров, от которых в летний период колхоз сдавал государству до 250 центнеров молока ежедневно. Кроме того, в колхозе имелось более тысячи ста овец и около семисот свиней, разводили водоплавающую птицу (уток) и кроликов. Было также налажено производство собственного кирпича, действовало несколько строительных бригад на сооружении животноводческих помещений, зернохранилищ и объектов соцкультбыта.
В 1962 году, накануне 45-й годовщины Великой Октябрьской Социалистической Революции, в селе торжественно открыли величественный Дом культуры, в котором имелись кинозал, библиотека с читальным залом, биллиардная и артистическая комнаты. С перерывом в 10 лет, при активной помощи и силами работников колхоза, были построены новые здания для Топковской средей школы (1957 и 1967 годы), появился памятник Октябрьская революция 
Жданову А. А., чьё имя носил колхоз. Несмотря на отдаленность Топков, два колхозных автобуса доставляли жителей села и ближних деревень до Дросково, Покровского, Колпны, Орла.
Указом Президиума Верховного Совета СССР от 30 апреля 1966 года за успехи, достигнутые в увеличении производства и заготовок солнечника, льна, конопли, хмеля и других технических культур, Никишину Сергею Сергеевичу присвоено звание Героя Социалистического Труда с вручением ордена Ленина и золотой медали «Серп и Молот».
В 1969 году валовой сбор зерна составил в хозяйстве почти 140 тысяч центнеров из которых 65 тысяч было продано государству. Хороший урожай дали сахарная свёкла и конопля. В результате годовые доходы колхоза имени Жданова составили тогда около 3 миллионов рублей, значительная часть которых была израсходована на строительство общественных и культурно-бытовых объектов и культурно-массовую работу. Ежегодно колхоз тратил 10 тысяч рублей на выплату пенсий и стипендий колхозникам и приобретение путёвок в санатории и дома отдыха.
В конце 1969 года был переведен в Орловское областное управление сельского хозяйства, затем некоторое время занимал должность председателя райисполкома Орловского района, а с 1976 года являлся начальником областного управления топливного хозяйства, после чего вышел на пенсию.
Депутат Верховного Совета РСФСР 6-го созыва (1963—1967 годы). Избирался делегатом 3-го Всесоюзного съезда колхозников (1969 год) и членом Союзного Совета колхозов.
Жил в Орле.
Умер 5 октября 2003 года.

## Награды
- Золотая медаль «Серп и Молот» (30.04.1966)
- Орден Ленина (30.04.1966).
- Орден Отечественной войны 2 степени (11.03.1985)[2]
- «В ознаменование 100-летия со дня рождения Владимира Ильича Ленина» (6 апреля 1970)
- «За победу над Германией в Великой Отечественной войне 1941—1945 гг.» (9.5.1945)
- «20 лет Победы в Великой Отечественной войне 1941—1945 гг.» (7 мая 1965[3])
- «30 лет Победы в Великой Отечественной войне 1941—1945 гг.»[4]
- Медаль «Сорок лет Победы в Великой Отечественной войне 1941—1945 гг.»[5]
- Юбилейная медаль «50 лет Победы в Великой Отечественной войне 1941—1945 гг.»[6]
- «Ветеран труда»
- «30 лет Советской Армии и Флота»[7]
- «40 лет Вооружённых Сил СССР»[8]
- «50 лет Вооружённых Сил СССР» (26 декабря 1967[9])
- «60 лет Вооружённых Сил СССР» (28 января 1978[10])
- Знак «25 лет победы в Великой Отечественной войне» (1970)